# Júlio César Soares Espíndola
Julio Cesar Soares de Espíndola (n. 3 septembrie 1979 în Duque de Caxias, Brazilia), cunoscut sub numele de Júlio César, este un fotbalist brazilian retras din activitate, care a jucat pe postul de portar pentru echipa portugheză Benfica. A devenit cel mai selecționat portar în naționala Braziliei după retragerea lui Dida în 2007.